# Wicklow Way
Le Wicklow Way (littéralement « chemin de Wicklow » ; en irlandais : Slí Cualann Nua, « nouveau chemin de Cuala ») est un sentier de randonnée pédestre de longue distance qui s'étend sur 129 kilomètres de longueur dans les montagnes de Wicklow, en Irlande. Il débute à Marlay Park dans le comté de Dublin et se termine à Clonegal dans le comté de Carlow, en traversant sur l'essentiel de son tracé le comté de Wicklow. Il est reconnu sentier balisé national (National Waymarked Trail) par l'Irish Sports Council (« conseil sportif irlandais »). Il est balisé avec des poteaux représentant un marcheur jaune et une flèche directionnelle. Requérant cinq à sept jours de marche, il est l'un des plus populaires du pays avec jusqu'à 24 000 randonneurs dans les sections les plus fréquentées. Il est aussi parcouru régulièrement par des coureurs d'ultra-trail.